# 克林斯

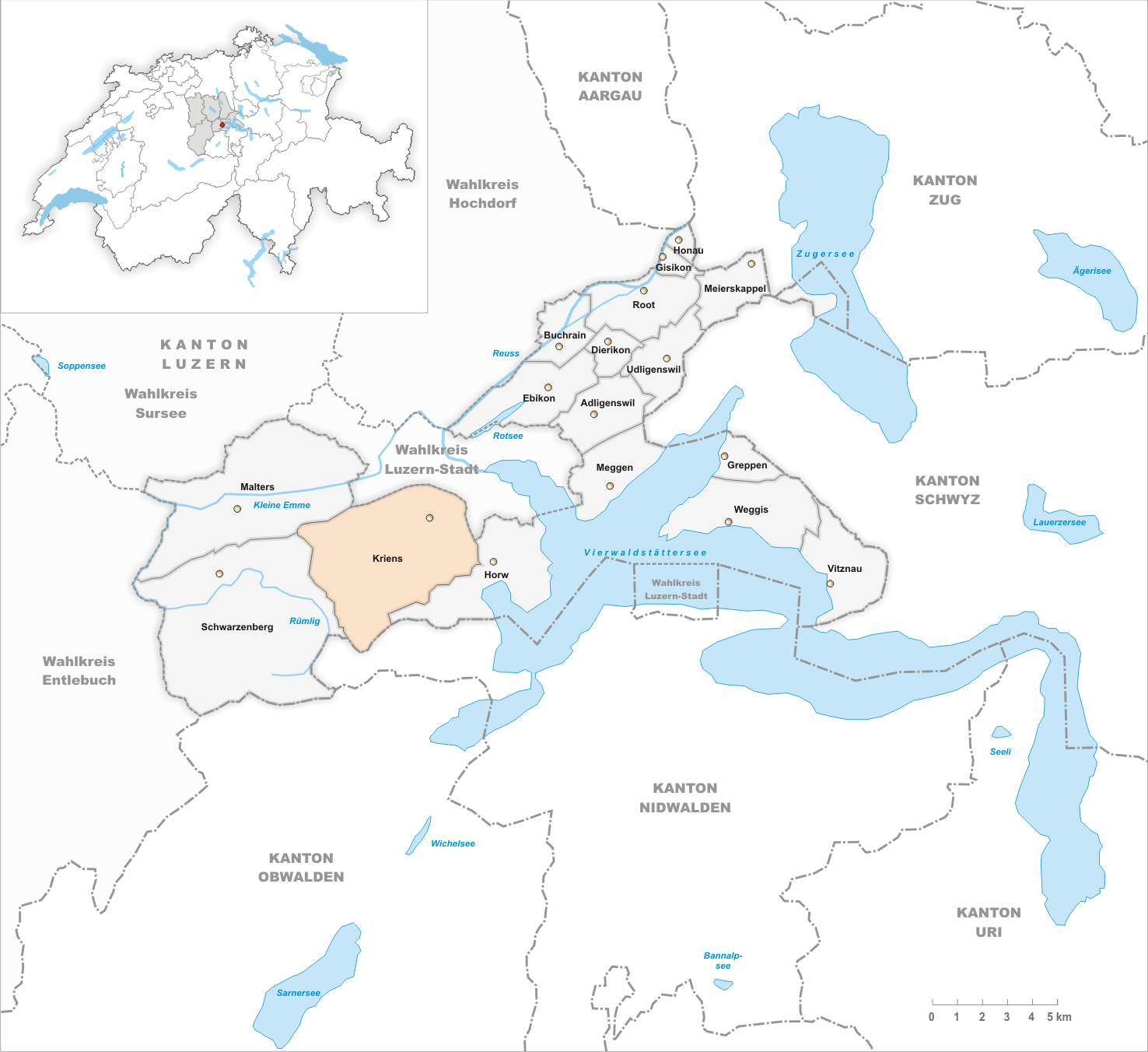
克林斯市地图

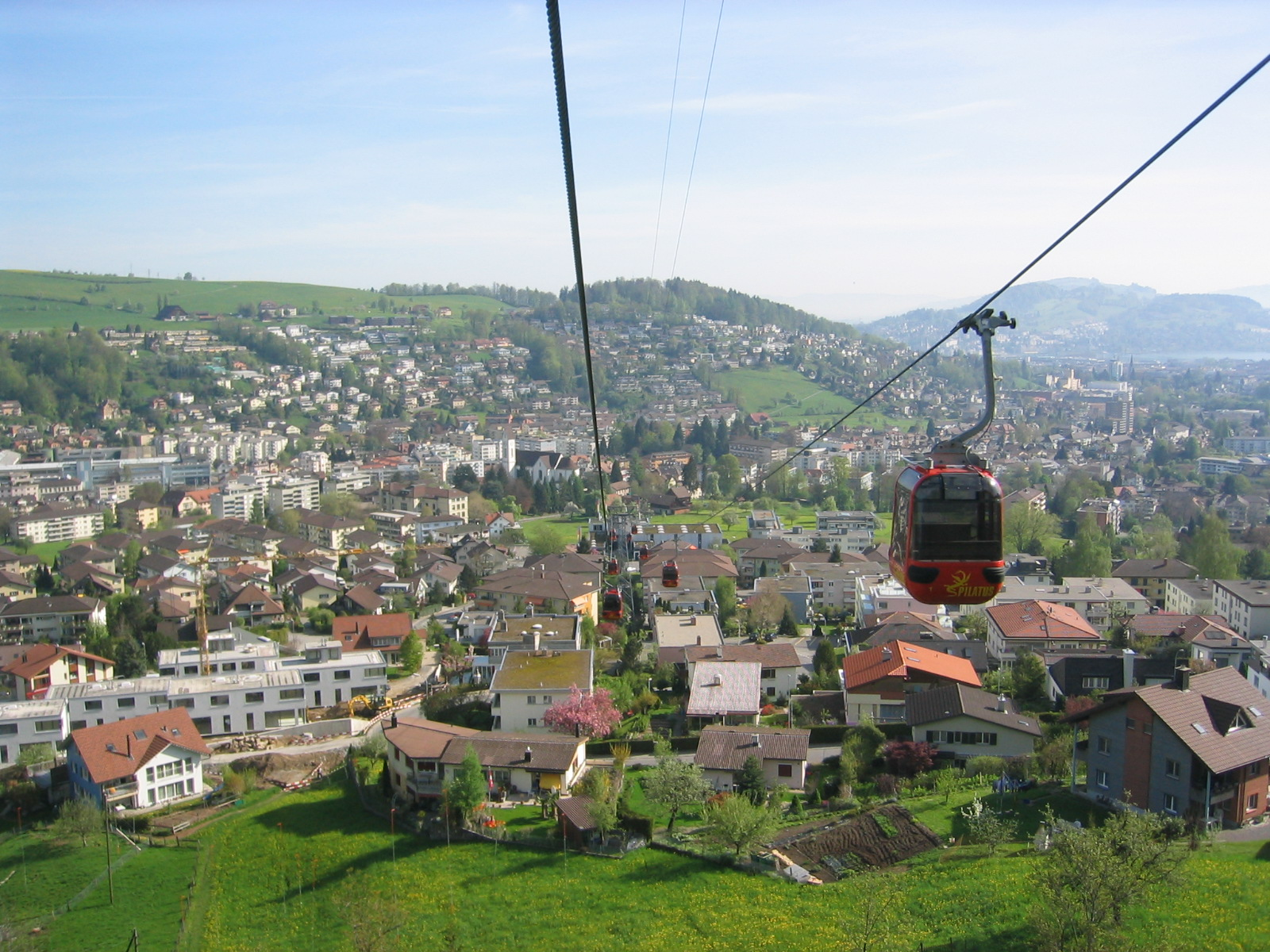
从皮拉图斯峰俯瞰克林斯市

克林斯是瑞士联邦的城镇，位於該國中部，由卢塞恩州負責管轄，面積27.31平方公里，海拔高度490米，2017年12月31日人口为26,997人，其中六成居民信奉羅馬天主教。

## 外部連結
- Official website of Kriens (in German)